# Zgrada Zavičajnog muzeja u Rumi
Zgrada Zavičajnog muzeja je nepokretno kulturno dobro, spomenik kulture od velikog značaja. Nalazi se u Rumi u Glavnoj ulici br. 182.

## Povijest
Dao ju je podići barun Marko Pejačević. Nakon preorganiziranja Vojne granice barun Marko Pejačević je izabrao Rumu za svoje sjedište. Mnogo je pridonio gospodarskom i urbanističkom razvitku i napretku grada u 18. stoljeću. Za Franjevačku gimnaziju u Rumi dao je podići 1772. godine ovu zgradu. Prema predaji ovo je prva građevina na kat u Rumi. Danas je u zgradi Zavičajni muzej Rume sa svojom zbirkom i dva legata, slikara Milivoja Nikolajevića i Romana Soretića.

## Izgled
Zgrada je sagrađena kao masivna uglovnica na kat, osnove u obliku slova L. Krov je na dvije vode, pokriven papar crijepom. Fasade su jednostavne obrade, bez fasadnog ukrasa, s nizom pravokutnih prozora u prizemlju i na katu. Vodoravna podjela izvedena je jednostavnim kordonskim i profiliranim potkrovnim vijencem. Glavna ulična fasada okrenuta je prema sjeveru, a drugi dio, također ulične fasade, prema zapadu. Zgrada je do danas u potpunosti sačuvala svoj izgled i karakteristike objekata vojnograničarske arhitekture.

## Zaštita
Konzervatorsko-restauratorski zahvati napravljeni su 1977. – 1982., 1986. – 1988., 2002. i 2005. godine. Proglašena je spomenikom kulture od velikog značaja za Republiku Srbiju.

## Vanjske poveznice
- (srp.) Spisak spomenika kulture od velikog značaja u Vojvodini  Arhivirana inačica izvorne stranice od 17. svibnja 2014. (Wayback Machine)
- (srp.) Republički zavod za zaštitu spomenika kulture - Beograd
- (srp.) Lista spomenika
- (srp.) Republički zavod za zaštitu spomenika kulture-Beograd/Baza nepokretnih kulturnih dobara